# Mirsäyet Soltanğäliev
Mirsäyet Soltan-Gäliev (en russe : Мирсаид Хайдаргалиевич Султан-Галиев, en tatare Мирсәет Солтангалиев, également restranscrit Mirsaïd Sultan-Galiev ; 1892–1940), est un bolchevik tatar qui entre par la suite en résistance contre le pouvoir du PCUS.

## Biographie
Sultan-Galiev est le fils d'un instituteur, né le 13 juillet 1892 à Elembet'evo, un village du gouvernement d'Oufa (aujourd'hui en Bachkirie) dans l'Empire russe. 
Il a une enfance difficile et pauvre. Professeur d'école, son père gagne mal sa vie — il a 12 enfants — et il est fréquemment muté. D’autre part, ses parents ont des relations tendues parce qu'ils viennent de milieux différents de la société tatare. Sultan-Galiev écrit plus tard : « Ma mère était la fille d'un prince, un noble, alors que mon père était un simple “Mishar”  ». Ce qui assez souvent piqua au vif mon père. Ses parents ne pouvaient pas se permettre de l'envoyer dans une école privée, mais Sultan-Galiev peut apprendre à lire et à écrire avec son père et aussi grâce à la « nouvelle méthode de l'enseignement maktab » (enseignement coranique traditionnel) fondée par Ismail Gasprinski (1851-1914). Dès son jeune âge Sultan-Galiev étudie le russe et lit beaucoup de classiques dans la bibliothèque de son père. À l'école de son père, il étudie jusqu’à l’âge de 15 ans le tatar et l'arabe, l'histoire, la géographie et les mathématiques, les bases du Coran et de la Charia. Sa connaissance du russe l’aide considérablement pour l'entrée à l’école normale d’instituteurs de Kazan en 1907. 
Sultan-Galiev est d'abord séduit par les idées révolutionnaires de 1905. Après la défaite de la révolution, il s'installe à Bakou, où il attire l'attention de Nariman Narimanov. Il découvre les idées révolutionnaires pendant ses études à Kazan. À cette époque, il reçoit ses premières leçons de socialisme avec le futur bolchevique A. Nasybullin et le futur Basmachi A. Ishmurzin.
Diplômé de l'université en 1911, Sultan-Galiev commence sa carrière comme « famélique professeur et bibliothécaire de l'école de village ». En 1912, il commence à publier des articles dans divers journaux en russe et en tatar, sous différents pseudonymes tels que « Sukhoi », « Syn naroda » (fils du peuple), « Uchitel Tatarin (l’enseignant Tatar) », « Karamas kalinets », puis à partir de 1914 sous son propre nom. Durant la même période, il distribue également secrètement des tracts anti-gouvernementaux dans les villages musulmans du gouvernement d'Oufa et se prononce contre l'installation de Tatars russes ou christianisés comme enseignants dans les écoles musulmanes.
Fervent lecteur de la littérature russe, il traduit des œuvres de Tolstoï et de Pouchkine en langue tatare. En 1913, il épouse Rauza Chanysheva, devenue une figure de proue du mouvement des femmes. Comme la plupart des gens de sa génération, la Première Guerre mondiale joue un grand rôle dans son évolution personnelle. Avec le début de la guerre, lui et son épouse sont mutés à Bakou. Il commence à écrire pour une grande variété de journaux. Au contact de la population cosmopolite de la ville (Azerbaïdjanais, Arméniens, Géorgiens, Russes, Tatars et Iraniens), il ressent une insatisfaction croissante à l’encontre de l'autocratie tsariste, sa résistance à la réforme et ses trafics sur l'effort de guerre. Le climat politique à Bakou combiné avec le mouvement anti-conscription de 1916 qui soulève les musulmans d’Asie centrale, l’amènent à rompre avec le jadidisme réformiste de sa jeunesse et à adhérer au socialisme révolutionnaire.

En mai 1917, Sultan Galiev participe à la Conférence musulmane panrusse de Moscou et est élu au nouveau Conseil des musulmans de Russie. En juillet, il est à Kazan, où il rencontre Mullanur Waxitov avec qui il met en place le Comité socialiste musulman, proche des bolcheviks. En novembre 1917, il rejoint la fraction bolchevique du Parti ouvrier social-démocrate de Russie (POSDR). Après la création du Commissariat du peuple aux nationalités  en juin 1917, il devient chef de la section musulmane, le Commissariat Central des Affaires musulmanes de Russie intérieure et de Sibérie (Muskom). En réponse aux accusations de certains Tatars l’accusant d’avoir trahi son propre peuple pour les bolcheviks, Sultan-Galiev écrit en décembre 1917, une explication révélatrice :

« J'en viens maintenant à ma collaboration avec les Bolcheviks. Je veux dire la chose suivante : je ne m'associe pas à eux par flagornerie. L’amour de mon peuple qui m’habite, me tire vers eux. Je ne vais à eux pour trahir notre nation, pas pour boire son sang. Non! Non ! J'y vais parce que je crois en la justesse de la cause des Bolcheviks. Je sais cela, c'est ma conviction profonde. Ainsi, rien ne sera enlevé de mon âme (tatar). Je me rends compte que seule une partie des Bolcheviks était en mesure de mettre en œuvre ce qui était promis au début de la Révolution. [Mais] ils ont arrêté la guerre ; ils s'efforcent de remettre le destin des nationalités entre leurs propres mains. Ils ont révélé publiquement qui a commencé la guerre. Pourquoi n’irais je pas vers eux ? Ils ont aussi déclaré la guerre à l'impérialisme anglais, qui opprime l'Inde, l'Égypte, l'Afghanistan, la Perse et l'Arabie. Ils sont aussi ceux qui ont levé les armes contre l'impérialisme français qui asservit le Maroc, l’Algérie, et d'autres États arabes d'Afrique. Comment pourrais-je ne pas aller vers eux ? Vous voyez, ils ont dit des mots qui n'ont jamais été exprimés depuis la création du monde, dans l'histoire de l'État russe. Ils ont lancé un appel à tous les musulmans de la Russie et de Sibérie annonçant qu’Istanbul doit rester entre les mains des musulmans. Ils ont fait cela alors que les troupes anglaises occupant Jérusalem, en appelaient aux Juifs: « Rassemblez vous rapidement en Palestine, nous allons créer pour vous un État européen. »

En janvier 1918, le Commissariat Central des Affaires musulmanes de Russie intérieure et de Sibérie (Muskom), est mis en place sous la présidence de Waxitov ; Sultan-Galiev y siège en tant que représentant du Parti communiste russe. Il est nommé président du Collège militaire musulman créé en juin 1918. Il participe à la création de l'éphémère Parti communiste musulman russe. Il écrit pour Zhizn ' Natsional'nostei (La Vie des nationalités), Mustafa Suphi est son secrétaire. Sur le plan personnel, le couple qu'il forme avec Rauza Chanysheva prend fin en 1918.
Pendant la guerre civile, il est actif dans l'organisation de la défense de Kazan contre les Blancs en août 1918 puis dans la liquidation de l'opposition après qu'ils en aient été chassés. Il contribue également à faire que les populations bachkires, dirigées par Zeki Velidi, rejoignent les bolcheviks affaiblissant ainsi le potentiel militaire de l'armée de Koltchak. Sa connaissance des mouvements nationaux de Sibérie lui vaut la confiance de Staline et de hauts responsables du gouvernement. Sultan-Galiev effectue de nombreuses tâches sur l'ordre personnel de Staline. En avril 1919, il est envoyé à nouveau sur le front oriental pour soutenir le moral de la division 21 Tatar au Malmysh après l'offensive de printemps de Koltchak qui a forcé l'Armée rouge à abandonner Ijevsk. En juin 1919, il est renvoyé à Kazan, à la demande de l'administration bolchevique locale pour aider à résoudre la question nationale chez les Tatars, mais il est bientôt rappelé à Moscou par Lénine pour travailler sur la question de la nationalité dans les Narkomnats jusqu'en 1922. 
Sultan-Galiev veut donner une version musulmane au marxisme faisant valoir que les Russes tsaristes ont opprimé les sociétés musulmanes et pas seulement quelques grands propriétaires fonciers et autres bourgeois. En dépit de cette tentative de synthèse, il est vu par les Bolcheviks comme excessivement tolérant à l’égard du nationalisme et de la religion et en 1923, il est accusé de déviation nationaliste panislamique et panturque, arrêté et chassé du parti. Il est libéré, mais avec la mort de Lénine en 1924, il perd son seul protecteur et reste donc un paria politique, constamment surveillé par la sécurité d'État. Durant ces années, il passe son temps à voyager pour la Fédération de la Chasse et écrit des critiques occasionnelles et des traductions. Il est accompagné de sa seconde épouse Fatima Yerzina, épousée en 1918 et de leurs deux enfants. En 1928, il est arrêté une deuxième fois et condamné en juillet 1930 à être fusillé. Mais en janvier 1931, sa peine est commuée en dix ans de travaux forcés pour nationalisme et activité antisoviétique. En 1934, il est libéré et obtient la permission de vivre dans l'oblast de Saratov. Au début de 1937, il est de nouveau arrêté et contraint de faire une autocritique. En décembre 1939, il est condamné à la peine de mort et exécuté le 28 janvier 1940 à Moscou. Staline n'était pas favorable à la tentative de Sultan-Galiev de faire la synthèse entre l'islam, le nationalisme et le communisme et à prêcher la révolution parmi les régions musulmanes. Staline le fait condamner comme leader indépendant « musulman ».